# Курячівка (Марківська селищна громада)
Ку́рячівка — село в Україні, у Марківській селищній громаді Старобільського району Луганської області. Населення становить 627 осіб.

## Населення

### Мова
Розподіл населення за рідною мовою за даними перепису 2001 року:
| Мова       | Кількість | Відсоток |
| ---------- | --------- | -------- |
| українська | 599       | 95.38%   |
| російська  | 28        | 4.62%    |
| Усього     | 627       | 100%     |

## Постаті
- Білокобильський Сергій Михайлович  (1983—2014) — капітан Збройних сил України, учасник російсько-української війни.